# Spilostethus pandurus

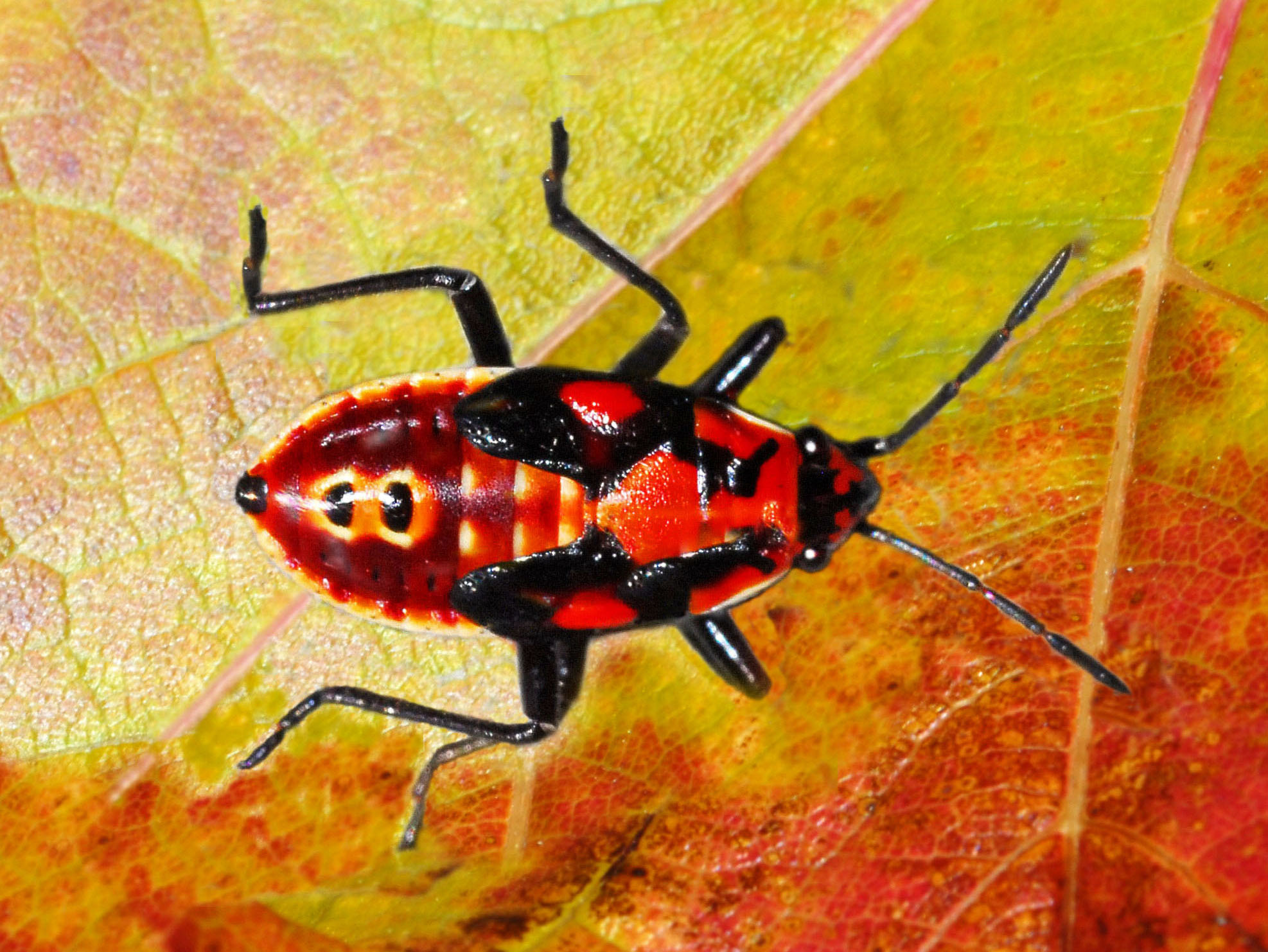
Nymphe

Der Pandur (Spilostethus pandurus) ist eine Wanze aus der Familie der Bodenwanzen (Lygaeidae). 

## Merkmale
Die Wanzen werden 12 bis 14,5 Millimeter lang. Sie ist auffallend gezeichnet mit schwarz-rotem Halsschild (Pronotum), schwarzem Schildchen (Scutellum) und einer schwarzen Querbinde auf den Hemielytren. Beim Männchen sind Schenkel (Femur) und Schienen (Tibia) mit Dornen besetzt. Die Art erreicht eine Körperlänge von 13 bis 15 Millimetern.

## Verbreitung und Lebensraum
Die Art ist paläotropisch verbreitet und kommt von Afrika über Asien bis Australien vor. In der Paläarktis ist sie in Südeuropa und dem gesamten Mittelmeerraum verbreitet und wird gelegentlich auch in Mitteleuropa eingeschleppt, wo sie jedoch bis jetzt nicht bodenständig ist. Die Nordgrenze der bodenständigen Verbreitung liegt im Wallis (Schweiz) und in Südtirol (Italien), Vorkommen in der pannonischen Region Österreichs (Niederösterreich) sind umstritten (wiederholte Einschleppungen, oder wärmezeitliche Reliktvorkommen). Vermutlich existieren keine bodenständigen Vorkommen nördlich der Alpen.

## Lebensweise
Die Art ernährt sich polyphag und tritt an Kulturpflanzen als Schädling auf. Während sich die Tiere im Spätherbst bevorzugt auf sonnengewärmten Steinen und Stämmen aufhalten, bevorzugen sie im Sommer die Blüten von Korbblütlern, Doldenblütlern und Wolfsmilch.

## Name
Die Art wurde 1763 von Scopoli beschrieben in sein „Entomologica carniolica“ mit Locus typicus aus der Umgebung von Ljubljana. Scopoli erwähnt dieses nicht, aber es liegt auf der Hand, dass er dieser „Ritterwanze“ der Namen verliehen hat nach den dort regional bekannten (historischen) Kampfgruppen namens Panduren.

## Belege